# تکاکا
تکاکا (به لاتین: Takaka) یک منطقهٔ مسکونی در افغانستان است که در ولسوالی خواهان واقع شده‌است.